# Dave Davies
Pour les articles homonymes, voir David Davies (homonymie) et Davies.
 (novembre 2016).
Si vous disposez d'ouvrages ou d'articles de référence ou si vous connaissez des sites web de qualité traitant du thème abordé ici, merci de compléter l'article en donnant les références utiles à sa vérifiabilité et en les liant à la section « Notes et références ».
David Russell Gordon Davies (né le 3 février 1947) est un musicien anglais. Son fils Daniel est également musicien.

## Biographie
Né à Fortis Green, dans le district de Haringey en Londres, Dave Davies est principalement connu en tant que guitariste des Kinks, groupe formé avec son frère aîné Ray au début des années 1960. Malgré les relations orageuses entre les deux frères, ainsi qu'entre Dave et le batteur Mick Avory, les Kinks restent en activité jusqu'au début des années 1990.
Dave Davies est responsable du son de guitare saturé caractéristique des premiers disques des Kinks, notamment audible sur le solo de leur premier single no 1, You Really Got Me (1964). Il a obtenu ce son distordu (« fuzz »), nouveau pour l'époque en Angleterre, en tailladant avec un rasoir dans le haut-parleur de son ampli et en y plantant des objets pointus,. Ce faisant il se situe dans la lignée des enregistrements de Link Wray, Bo Diddley ou Dick Dale, et un an avant Keith Richards et son célèbre riff sur (I Can't Get No) Satisfaction,, et contribue au premier véritable tube construit autour des power-chords.
Au sein des Kinks, Dave Davies occupe une position en retrait vis-à-vis de son frère aîné, qui écrit seul la quasi-totalité des chansons. Néanmoins, la plupart des albums du groupe incluent une ou deux compositions de Dave. En 1967, le succès du single Death of a Clown (no 3 au Royaume-Uni), paru sous le seul nom de Dave, donne lieu à des projets d'album solo qui ne se concrétisent pas, faute d'intérêt dans les singles suivants. Il faut attendre 1980 pour voir paraître son premier album solo, Dave Davies (AFL1-3603), suivi de Glamour et Chosen People dans les années qui suivent.
Dave Davies publie son autobiographie, Kink, en 1996. Près de vingt ans après son dernier album, il sort Bug en 2002. Victime d'une crise cardiaque en 2004, il reste éloigné des studios pendant quelques années avant de sortir Fractured Mindz en 2007. Depuis il vit aux États-Unis.
En 2016 son frère annonce qu'il n'est pas impossible qu'ils retournent ensemble en studio pour travailler sur de nouveaux titres des Kinks, il déclare ainsi à Paris-Match « Une des belles expériences de ma vie, ça a été de l’entendre jouer son solo sur You Really Got Me lorsqu’on l’a enregistré en studio. Et ça, il le sait bien ».

## Discographie solo

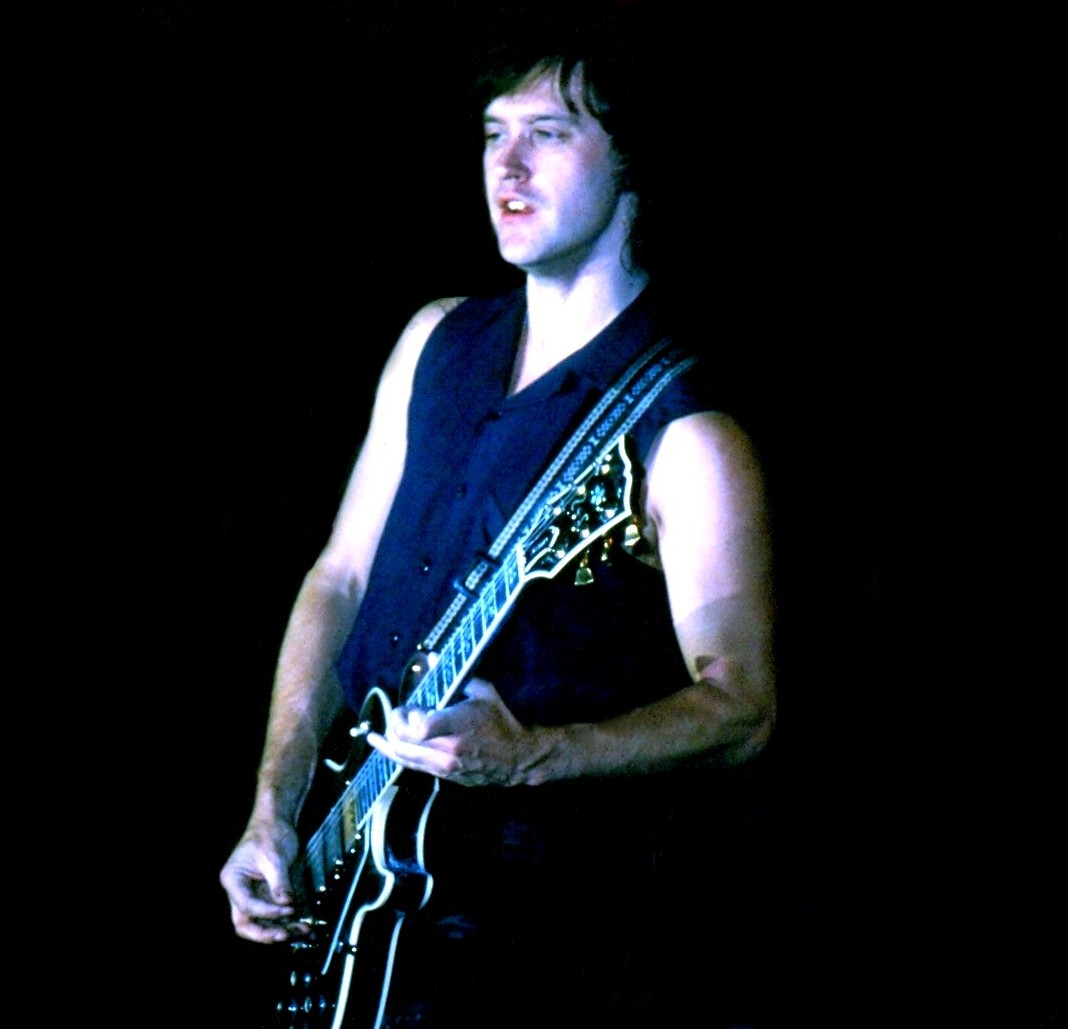
Dave Davies en 1979.

- 1980 : Dave Davies (AFL1-3603)
- 1981 : Glamour
- 1983 : Chosen People
- 2002 : Bug
- 2007 : Fractured Mindz
- 2013 : I Will Be Me